# Boodes
Boodes   (mil·lenni I aC - segle III aC) (en llatí, Boōdes; en grec antic, Βοώδης Boṓdēs) va ser un senador i lloctinent (hipostrateg, en grec ὑποστράτηγος, hypostràtegos) naval cartaginès que va servir durant la Primera Guerra Púnica. Va comandar amb èxit l'expedició a les illes Lípares on va capturar el cònsol romà Gneu Corneli Escipió Àsina.